# Claudia Francis
Claudia Francis (ur. 14 listopada 1993) – amerykańska lekkoatletka specjalizująca się w biegach średniodystansowych.
Uczestniczka mistrzostw świata juniorów młodszych (2009) oraz igrzysk olimpijskich młodzieży (2010), w których nie odniosła większych sukcesów.
Srebrna medalistka IAAF World Relays (2017).
Złota medalistka mistrzostw NCAA.
Rekordy życiowe: bieg na 800 metrów (stadion) – 2:02,92 (29 maja 2015, Jacksonville); bieg na 800 metrów (hala) – 2:04,39OT (28 lutego 2015, Lexington).

## Osiągnięcia
| Rok  | Impreza                               | Miejsce    | Konkurencja                        | Lokata     | Wynik   |
| ---- | ------------------------------------- | ---------- | ---------------------------------- | ---------- | ------- |
| 2009 | Mistrzostwa świata juniorów młodszych | Bressanone | bieg na 800 metrów                 | półfinał   | 2:09,42 |
| 2010 | Igrzyska olimpijskie młodzieży        | Singapur   | bieg na 1000 metrów                | eliminacje | 2:51,99 |
| 2017 | IAAF World Relays                     | Nassau     | sztafeta 4 × 400 metrów (mieszana) | 2. miejsce | 3:17,29 |